# 坂井虎山
坂井 虎山（さかい こざん、寛政10年（1798年）- 嘉永3年9月6日〈1850年10月11日〉）は、江戸時代末期の儒学者。名は華、字は公実、通称は百太郎。号は虎山または臥虎山人。門人たちによる諡は、文成先生である。墓は広島の本照寺。

## 生涯
祖父の貞の代から、安芸国広島藩儒の家柄であった。父の積は東派と号し、頼春水の同僚である。幼い頃から広島藩校学問所（現：修道中学校・高等学校）で東派・春水に学び、文政8年（1825年）に学問所教授となる。文政12年（1829年）の春に京都の水西荘に頼山陽を訪ね、初めは山陽を父執（父の友人）と呼び、書簡の往復や文章を論じるうちに弟子の礼を取ることになる。山陽の激励に応え、篠崎小竹・斎藤拙堂・野田笛浦とともに文章の四名家と称されるようになり、山陽の没後には史論・文章の才で関西第一とされる。天保8年（1837年）以後の江戸藩邸滞在中に、松崎慊堂・佐藤一斎などと交流がある。家塾は百千堂と呼ばれ、多数の門人がいた。
大正5年（1916年）、正五位を追贈された。

## 性格・逸話
虎山が生まれた時、広島に戻っていた頼山陽が坂井東派の家に見舞いに行き、赤ん坊の「眼は電のごとく、声は鐘のごとく」という様子を見て、将来必ず「英物」となるだろうと予言した、という。
嘉永2年（1849年）に彼の友人の僧・清狂によって編纂された『今世名家文鈔』にある虎山の文には、友人知己に対する忠告が多い。自分の詩が載った『七家詩鈔』に寄せられた先輩の篠崎松竹の序文について、手紙で文句をつけたこともある。おのれの信念に忠実で相手の怒りを恐れなかった気象が見られる。
虎山は儒学を信じて疑わず、そのあまりに他の哲学、特に仏教に対して攻撃的な態度をとった。弟子で伊予に帰る者に、四国は空海の生まれたところで仏教の弊害が甚だしいので、故郷の仏教を排し「正学」を鼓吹するように勧めている。
虎山の文章は山陽によって「精博」、つまり博く取ってその精髄だけを残したと評され、彼の詩は当時流行した宋詩とは異なり、個性や感覚を強調しない古典的なものとされる。

## 著作
- 『杞国策』
- 『論語講義』
- 『虎山詩文集』

## 参考
- 中村真一郎『頼山陽とその時代』（1971年）